# Vasco Fernandes César
Vasco Fernandes César foi um militar português.

## Família
Filho de Luís Anes César e de sua mulher Maria Vieira.

## Biografia
Natural de Borba, termo da Freguesia de Aldeia Galega da Merceana, hoje Concelho de Alenquer, Cavaleiro Fidalgo da Casa Real de D. João III de Portugal, Feitor e Guarda-Mor da Carga e Descarga da Casa da Índia e de todas as suas Armadas, acrescentou o mesmo Rei, por Carta de 22 de Julho de 1539, a seu requerimento, as Armas dos Vieira, que usava, e que são: de vermelho, com seis vieiras de ouro, postas 2, 2 e 2; timbre: dois bordões de Santiago de vermelho, ferrados de ouro, passados em aspa e encimados por uma das vieiras. Fez-lhe esta mercê atendendo aos serviços feitos ao Rei seu pai e a si próprio, tanto na Corte como em África, ajudando a construir o Castelo de Mazagão, servindo dois anos de Adail em Azamor, indo por Capitão duma nau e uma caravela ao socorro de Arzila e, sobretudo, por ter desbaratado seis fustas de mouros, no Estreito de Gibraltar, quando capitaneava um navio do Rei, causando muitas mortes. As suas Armas ficaram, com o referido acrescentamento, constituídas pela seguinte forma: cortado, o primeiro ondado de prata e de azul, com seis fustas de sua cor, postas 2, 2 e 2, cada uma com nove remos de ouro e dois pendões de vermelho, com um crescente de prata, um à proa e outro à popa; o segundo de vermelho, com seis vieiras de ouro postas 2, 2 e 2, que são as Armas dos Vieira; timbre: uma das fustas do escudo.

## Casamento e descendência
Casou com Inês Gonçalves Batavias, de quem teve geração, hoje extinta na varonia.